# Dharmaguptaka
Dharmaguptaka (Sânscrito; pāli: Dhammaguttika; chinês tradicional: 法藏部; pinyin: Fǎzàng bù) é uma das dezesseis ou vinte escolas budistas antigas, dependendo da fonte. Dizem que eles se originaram de outra seita, os Mahīśāsakas. Os dharmaguptakas tiveram um papel proeminente no início do budismo asiático e chinês, e seu Prātimokṣa (regras monásticas para bhikṣus e bhikṣuṇīs) ainda estão vigentes nos países do leste asiático até hoje, incluindo China, Sudeste Asiático, península da Coreia e Japão. Eles são uma das três linhagens sobreviventes de vinaya, juntamente com a da Theravāda e a Mūlasarvāstivāda.

## Etimologia
Guptaka significa "conservador" e dharma "lei, justiça, moralidade" e, muito provavelmente, o conjunto de leis do Budismo do Norte.

## Doutrinas
A doutrina Dharmaguptaka é caracterizada por uma compreensão do Buda como separado da Sangha para que seu ensino seja superior ao dado pelos arhats. Eles também enfatizam o mérito da devoção a stūpas, que muitas vezes apresentavam representação pictórica das histórias das vidas anteriores de Buda como bodhisattvas como retratado nos contos de Jataka. Os dharmaguptakas consideravam o caminho de um śrāvaka (śrāvakayāna) e o caminho de um bodhisattva (bodhisattvayāna) separadamente.
De acordo com o Abhidharma Mahāvibhāṣā Śāstra, os dharmaguptakas sustentaram que as Quatro Nobres Verdades devem ser observadas simultaneamente.
A escola Dharmaguptaka é conhecida por rejeitar a autoridade das regras do prātimokṣa Sarvāstivāda com base no argumento de que os ensinamentos originais do Buda haviam sido perdidos.